# Штольпе-ан-дер-Пене
Штольпе (нем. Stolpe an der Peene) — община в Германии, в земле Мекленбург-Передняя Померания.
Входит в состав района Восточная Передняя Померания. Подчиняется управлению Анклам-Ланд. Население составляет 348 человек (на 31 декабря 2010 года). Занимает площадь 17,67 км².
Коммуна подразделяется на 4 сельских округа.